# Гааберсті
Га́аберсті (ест. Haabersti) — частина міста Таллінна, столиці Естонії. Ядро району утворює великопанельний житловий масив Вяйке-Ийсмяе, зведений в основному в 1970-х роках. У межі району входять також озеро Гарку і великий прибережний район, прилеглий до заток Какумяе і Коплі. Сприятливі природні передумови і те, що велика частина території ще не забудована, дозволило планувати тут нову індивідуальну забудову. У Гааберсті розташований єдиний в Естонії зоопарк, а також Музей просто неба. Район займає площу 18,6 км², проживає тут станом на 1 січня 2011 — 41 549 чоловік.

## Розташування
Ядро Гааберсті утворює крупнопанельний житловий район Вяйке-Ийсмяе (ест. Väike-Õismäe), зведений в основному у 1970-их роках. Межує з районами Мустамяє на півдні та Пих'я-Таллінн на сході.
Включає місцевості та райони: 
- Астангу
- Гааберсті
- Какумяе
- Мустйие
- Мяекюла
- Пікалійва
- Рокка-аль-Маре
- Тіскре
- Вескіметса
- Вісмейстрі
- Вяйке-Ийсмяе
- Ийсмяе.

У межі район розташовується озеро Гарку, а також значні прибережні райони заток Какумяе й Коплі, що є частинами Фінської затоки Балтійського моря.
Основні вулиці: Палдіскі маантее, Раннамийза тее, Ехітаяте тее, Ийсмяе тее.

## Управління
Управу частини міста Гааберсті (ест. Haabersti Linnaosa Valitsus) очолює старійшина (ест. linnaosavanem). Він призначається Талліннською міською управою за поданням мера після консультацій з адміністративною радою Гааберсті (ест. Haabersti linnaosa Halduskogu). Функція адміністративної ради — підготовка рекомендацій Талліннській міській управі та постійним комісіям Міських зборів щодо вирішення муніципальних проблем і вироблення плану дій.
З 1 січня 2012 року старійшиною Гааберсті є Марек Юргенсон.

## Пам'ятки
У районі розташовані:
- найстаріший та найбільший в Естонії зоопарк
- великий спортивний і концертний центр «Саку Суурхалль», де 2002 року відбувався фінал конкурсу Євробачення
- Естонський етнографічний музей просто неба
- всесезонна ковзанка з синтетичним покриттям площею 200 кв. метрів у мікрорайоні Вяйке-Ийсмяе (діє з січня 2009)
- морський пляж Какумяе
- пляж озера Гарку в мікрорайоні Вяйке-Ийсмяе.

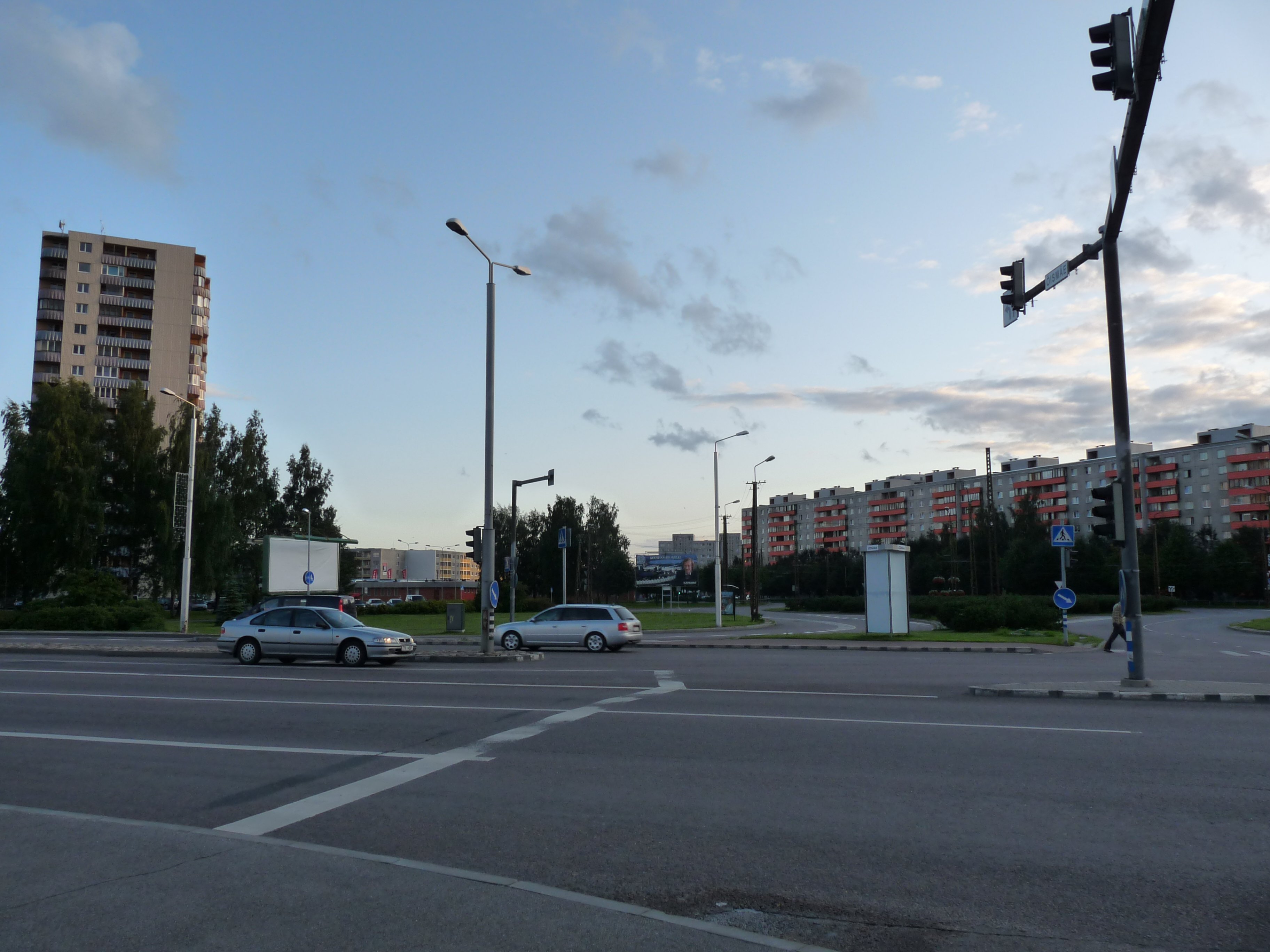
Перехрестя вулиць Ехітаяте тее та Ийсмяе тее
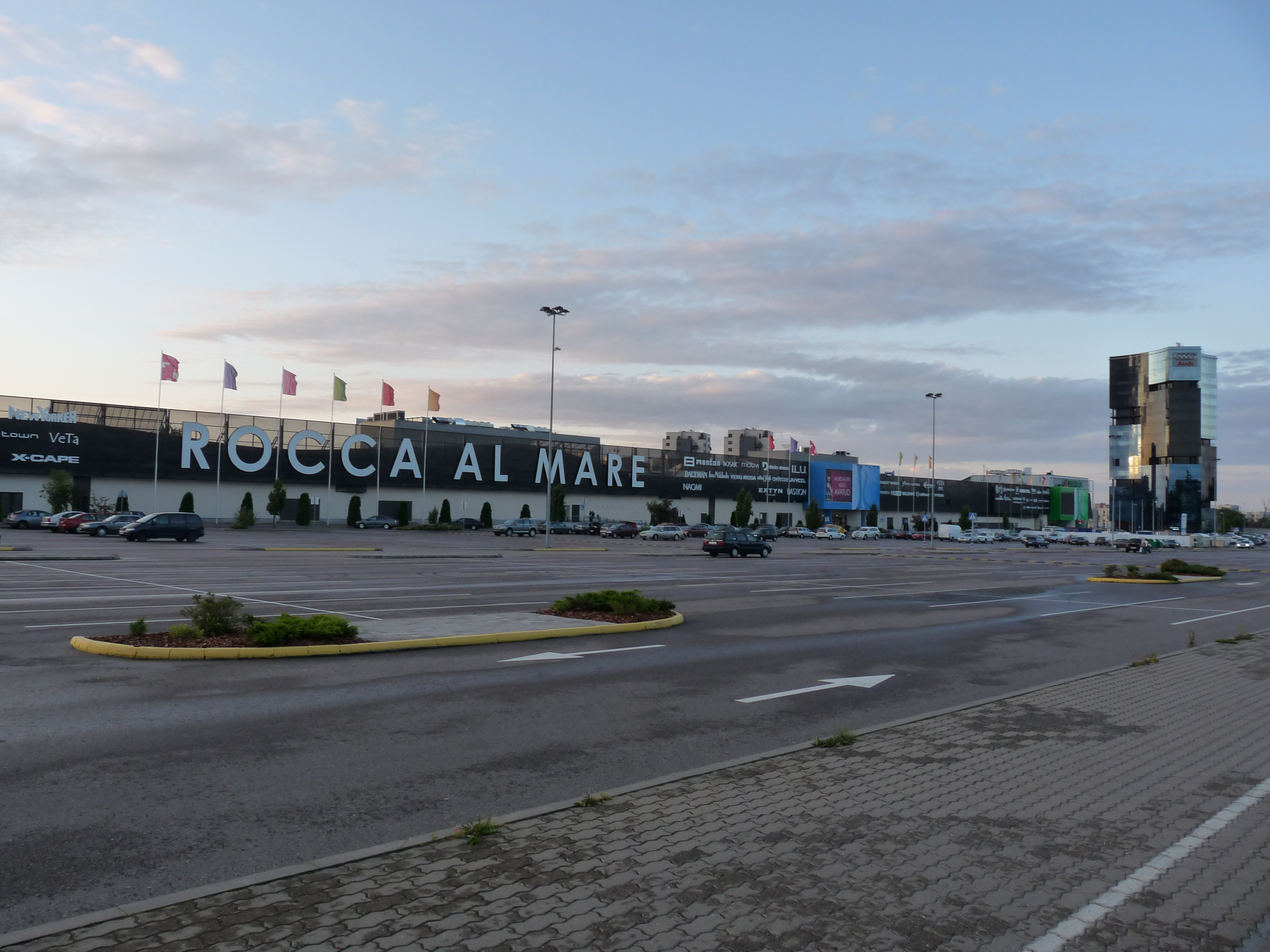
Торговий центр Rocca al Mare
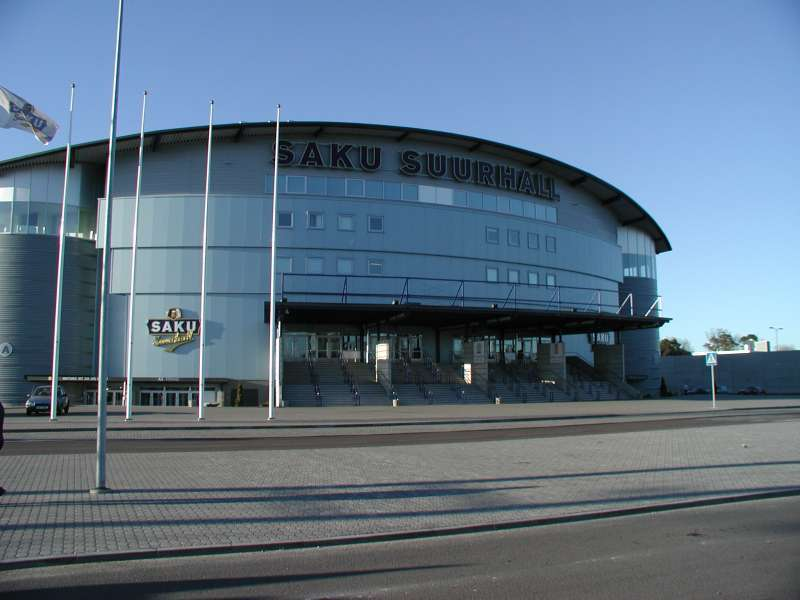
Концертно-спортивний комплекс Саку Суурхалль
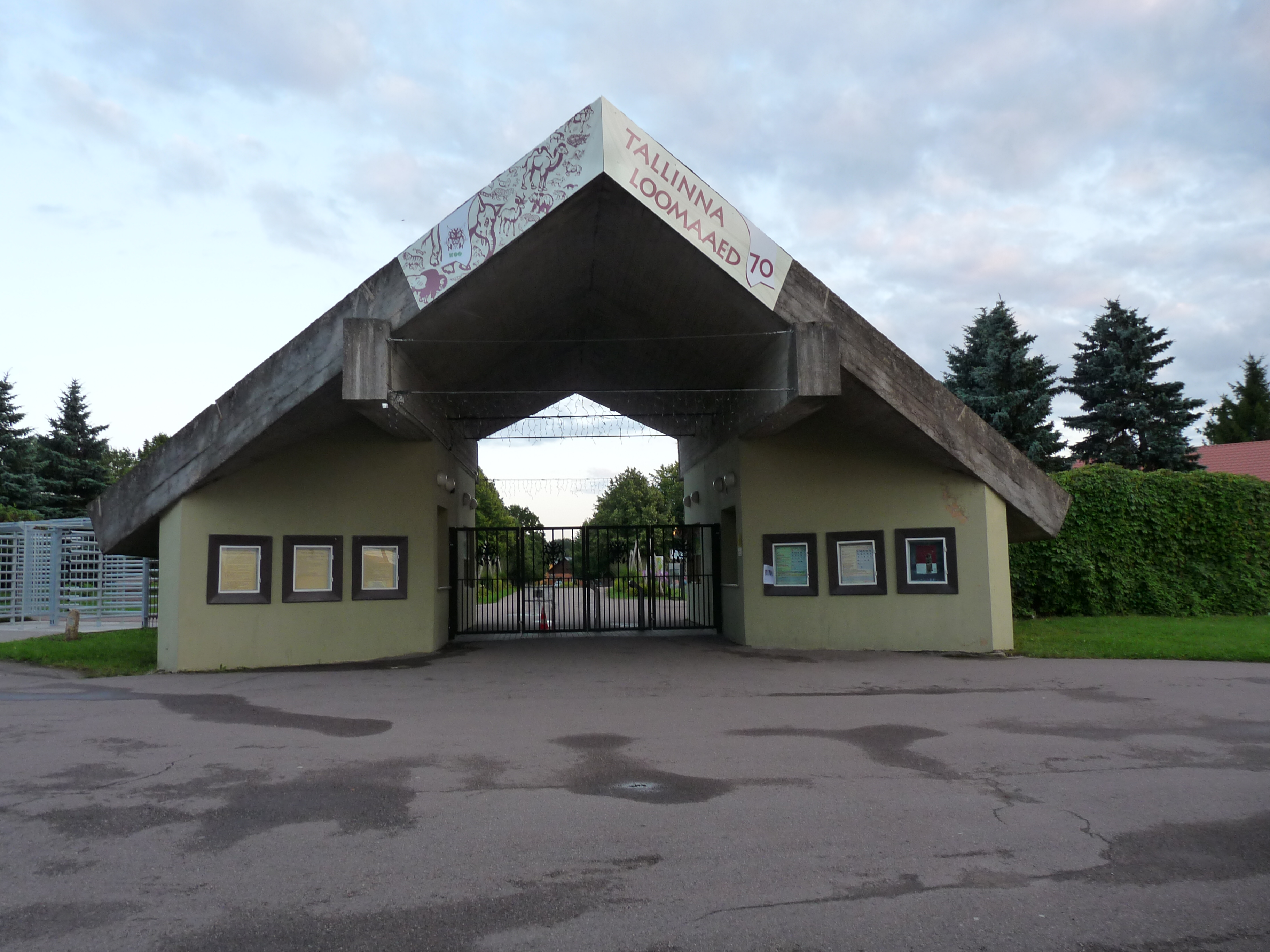
Головний вхід до Талліннського зоопарку
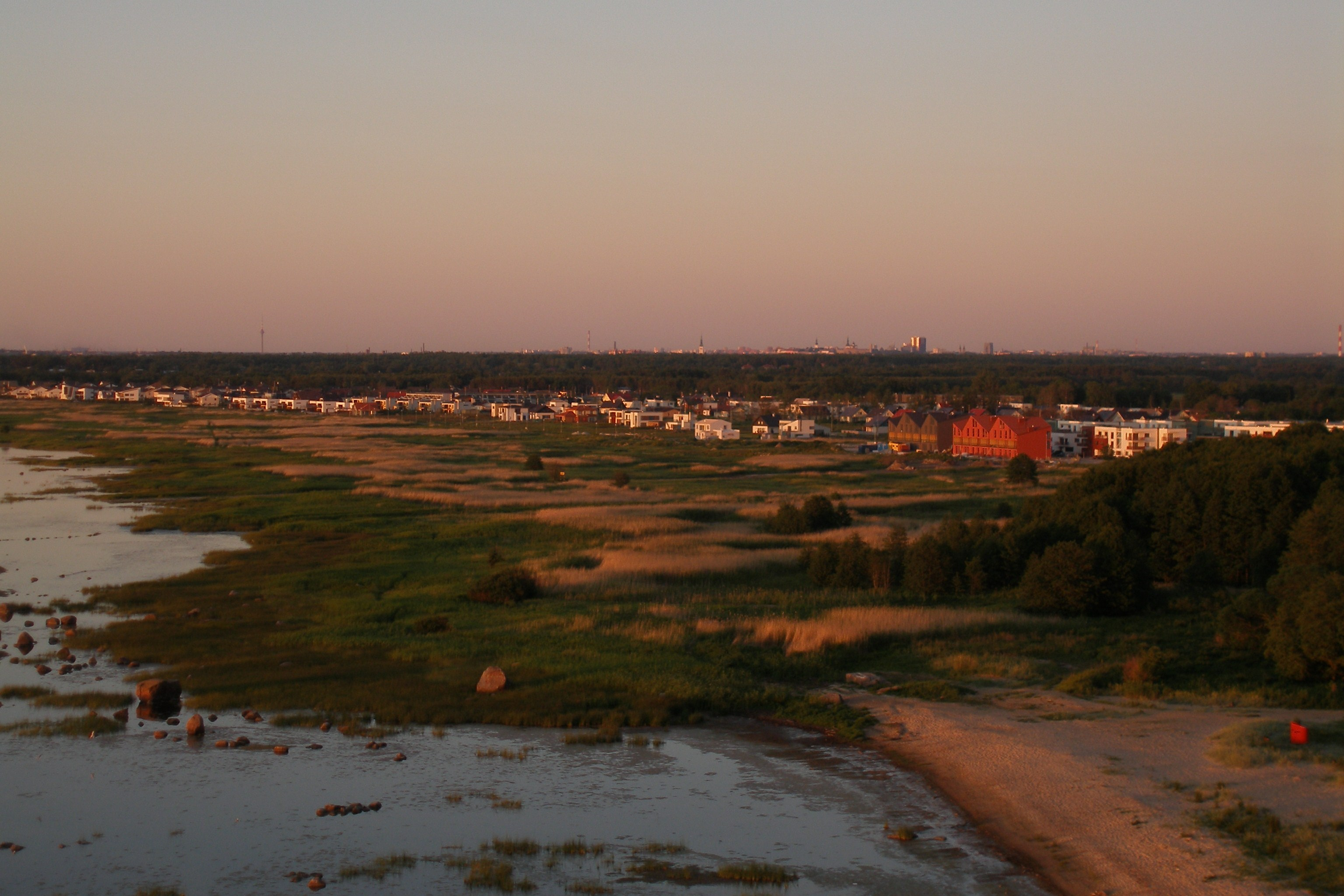
Вид на Какумяе з розташованого на височині міста Табасалу
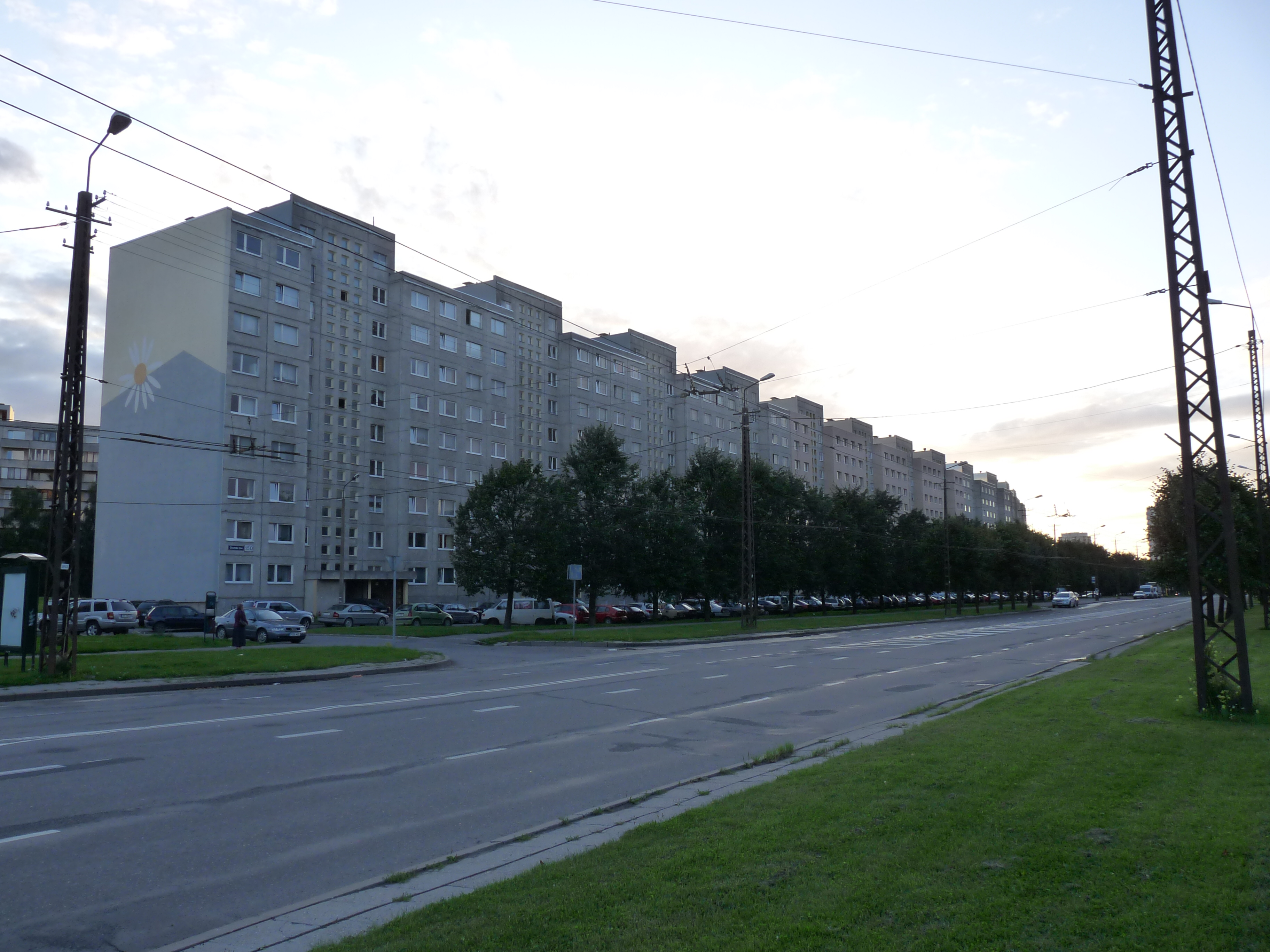
Вулиця Ийсмяе тее в мікрорайоні Вяйке-Ийсмяе